# Kristianstad
Kristianstad je grad u južnoj Švedskoj u sastavu županije Skåne koji ima 35 711 stanovnika (2010.). U zadnjih dvadesetak godina pretvorio se iz vojnog centra u jedan razvijeni trgovački i turistički grad, koji posebno posvećuje pažnju svojim obnovljivim izvorima energije (posebno biomasa). Grad Kristianstad izgaranjem biološkog otpada godišnje uštedi gotovo 4 milijuna američkih dolara. Cijeli grad je baziran na upotrebi biomase u sustavima grijanja (biogorivo i bioplin).

## Povijest
1614. grad je osnovao danski kralj Kristian IV., pa tako i samo ime znači Kristianov grad. Kristian IV. je osnovao novi grad Kristianstad nakon što je obližnji grad Vä izgorio u požaru i nakon što je oduzeo građanska prava gradu Sölvesborgu i dao ih novom gradu Kristianstadu. Razlog za to je bio što je danska pokrajina Scania (danas županija Skåne) bila pod stalnim prepadima iz Švedske, a obližnji grad Vä je opljačkan i zapaljen 1612., pa su stanovnici pobjegli u novi i bolje utvrđeni grad. Na sličan način je kralj Kristian IV. osnovao novi grad Christianopel, koji je danas u švedskoj pokrajini Blekinge. Gradnja novog grada Kristianstada je bilo pitanje ugleda za kralja Kristiana IV., pa se tako crkva u Kristianstadu iz tog vremena smatra jednim od najljepših građevina renesansnog doba u sjevernoj Europi. 
U Kristianstadu je nakon 1715. živio par godina i Pilip Orlik, koji je poznat po tome što je napisao jedan od prvih Ustava u Europi, koji je često znao poslužiti prilikom izrade drugih europskih Ustava. Pilip Orlik je 1709. izabran za hetmana, što je predstavljalo vrhovnog vojnog kozačkog zapovjednika od 16. do 18. stoljeća. Pilip Orlik je bio u izbjeglištvu, te ga je nakon pisanja novog ustava, švedski kralj Karl XII. proglasio "zaštitnikom Ukrajine". Pilip Orlik imao je veliko poznanstvo među plemićima u Poljskoj i Švedskoj, što je pogodovalo stvaranju koalicije između Švedske i Ukrajine u Velikom sjevernom ratu. Nakon izgubljene Poltavske bitke 1709., Orlik je zajedno s Ivanom Mazepom i kraljom Švedske Karlom XII. pobjegao u susjednu Moldaviju, koja se nalazila pod turskim protektoratom, kako bi izbjegao smrt pred ruskim postrojbama.
Kristianstad je bio od 18. do 20. stoljeća vrlo važan švedski garnizon. 

## Zemljopis
Najniža točka u Švedskoj je upravo u Kristianstadu i iznosi 2,41 metra ispod razine mora. Zbog toga je jedan dio Kristianstada zastićen s nasipima protiv [[poplava]] i pumpama za vodu. Kod širenja grada uvijek je potrebno i izraditi dodatne zidove i nasipe, a velika brana je u gradnji. Najveća opasnost od poplava se dogodila 2002., kada je veći parka Tivoli bio pod vodom. 

## Stanovništvo
Prema podacima o broju stanovnika iz 2010. godine u gradu živi 35 711 stanovnika.

## Obnovljiva energija
Kristianstad i njegova okolica, u kojoj živi 80 000 ljudi, u grijanju gotovo da i ne koriste naftu, prirodni plin ili ugljen. Ovaj se grad, iz kojeg inače potječe votka Absolut, nije okrenuo sunčevoj energiji ili energiji vjetra, već jer je to kraj koji ima razvijenu poljoprivredu i stočarstvo, energiju dobiva iz kore krumpira, prirodnog gnojiva, korištenog jestivog ulja i svinjskih iznutrica. Tvornica smještena izvan grada već preko 20 godina organske otpatke pretvara u biogorivo, to jest jedan oblik metana. Taj se plin sagorijeva radi grijanja i električne energije ili rafinira kako bi se upotrijebilo kao gorivo za automobile. Također se obrađuju i izgaraju ostaci s odlagališta smeća, kanalizacijskih odvoda, te ostaci drva iz tvornice parketa. U zadnje vrijeme velik broj europskih zemalja sve se više počeo oslanjati na obnovljive izvore energije vjetroelektrana ili hidroelektrana, jer su fosilna goriva skupa, a Europska unija dodatno oporezuje njihovu pretjeranu uporabu. Kristianstad je korištenjem biogoriva promijenio energetsku sliku regije, prepolovivši korištenje fosilnih goriva i smanjivši ispuštanje ugljikovog dioksida CO2 za četvrtinu. Izgaranjem biogoriva također se ispuštaju štetni plinovi, no znatno manje nego prilikom izgaranja ugljena i nafte. Osim toga, za razliku od prirodnog plina, biogorivo je obnovljivo, stvara se od biološkog otpada koje bi inače trunulo na poljima ili smetlištima, oslobađajući štetni metan, šireći globalno zatopljenje, zagađujući zrak, a možda i zagađujući zalihe vode. Sredstva za pokretanje projekta u Kristianstadu bila su znatna, a pokrili su ih gradska i državna sredstva: središnji sustav izgaranje biomase za grijanje stajao je 144 milijuna američkih dolara, uključujući i spalionicu smeća, uvođenje cjevovoda, zamjenu peći i gradnju generatora.
Gradske vlasti tvrde da se ulaganje već isplatilo: Kristianstad godišnje troši oko 3,2 milijuna američkih dolara na grijanje gradskih objekata, a za naftu i električnu energiju ranije su morali izdvojiti 7 milijuna američkih dolara. Biogorivo pokreće vozila komunalnih službi, autobuse i kamione. Poslovanje s biogorivo donosi novac jer poljoprivredna gospodarstva i tvornice plaćanju naknadu za odvoz otpada, a postrojenja za preradu biogoriva potom prodaju enegiju za grijanje, električnu energiju i automobilsko gorivo koje proizvedu. Gradske vlasti Kristianstada započele su s postavljanjem podzemne mreže za grijanje još tijekom osamdesetih godina prošlog stoljeća. Takav sustav okružne mreže grijanja služi se jednom ili većim brojem središnjih peći koje griju vodu koja napaja mrežu. Znatno je učinkovitiji od grijanja pojedinačnih zgrada putem kotlova. Sustav se u početku oslanjao na fosilna goriva. 
No, nakon što je 1991. Švedska postala prva država koja oporezuje ispuštanje plinova koji nastaju izgaranjem fosilnih goriva, grad je krenuo u potragu za zamjenskim gorivom. Do 1993. već je započelo izgaranje drvnih ostataka, a 1999. grad se okrenuo proizvodnji energije u novoj tvornici biogoriva. U udaljenim lokacijama ugrađene su peći koje griju na pelete. Izgaranje drva u tom obliku mnogo je učinkovitije i proizvodi se manje ugljikovog dioksida CO2 nego izgaranjem cjepanica, a pojačano korištenje u grijanju dovelo je do procvata proizvodnje peleta u sjevernoj Europi. Vlada potiče kupnju peći na pelete jer su troškovi grijanja dvostruko manji nego grijanje na naftu. Trenutno gradski prijevoz čini 60% ukupnog korištenja fosilnim gorivom, stoga traže od vozača da se služe vozilima na lokalno biogorivo. No, to zahtijeva pojačanu proizvodnju. Iako je biogorivo 20% jeftinije od benzina, vozači izgleda nisu spremni uložiti 32 000 američkih dolara (oko 4000 američkih dolara više nego za standardni automobil) za dvopogonski automobil ili automobil na biogorivo, dokle god nisu sigurni da će se mreža širiti i da će više crpki biti raspoloživo.

## Slike
- Gradski hotel (Stadshotellet).
- Željeznička stanica.
- Gradska vrata.
- Centar grada.
- Upravna zgrada grada (Stora kronohuset).
- Most na rijeci Helge å.

## Vanjske poveznice
- Službena stranica grada  Arhivirana inačica izvorne stranice od 4. prosinca 2008. (Wayback Machine)

### Ostali projekti
|  | Zajednički poslužitelj ima još gradiva o temi Kristianstad |